# جيمس الخامس ملك إسكتلندا
جيمس الخامس (بالغيلية الإسكتلندية: Seumas V Alba) ملك إسكتلندا وابن جيمس الرابع.

## بدايات حياته
كان قد ولد في لينليثغو في 10 أبريل 1512 وأصبح ملكا بعد مقتل أبيه في معركة فلودن عام 1513، وكانت الوصاية قد ذهبت في البداية إلى أمه ولكن عندما تزوجت الملكة مارغريت تيدور من أرتشيبالد دوغلاس الإيرل السادس لأنغوس في أغسطس 1514 انتقلت جون ستيوارت دوق ألباني، ومن تلك اللحظة كانت طفولته قد أقلقت بالنزعات المتوالية بين قسم موالي لإنكلترا وهم آل أنغوس وقسم مساند لفرنسا تحت حكم ألباني، بينما حاولت الملكة الأم والنبلاء حاولوا بين عمليات أخذ واسترداد لامتلاك شخص الملك.
لم يتابع الإنكليز نصرهم في فلودن على الرغم من وجود غارات متبادلة على الحدود لكن هنري الثامن كان يراقب الأوضاع في إسكتلندا بكامل عينيه، أما باقي حكام أوروبا فلم يقفوا على الحياد الكامل مع احتمالية تحالف مع إسكتلندا، في عام 1524 تقاعد ألباني في فرنسا، فأعلن البرلمان أن جيمس أصبح جاهزا ليحكم، ولكن عليه تلقى النصائح من أمه ومستشار آخر، وقد كان هذا كثيرًا بسبب جهود قام بها، وفي عام 1526 حاز أنغوس على سلطة الملك، فوضعه في حجز مغلق إلى سنتين أخرى ين عندما هرب جيمس من أدنبرة إلى ستيرلينغ، ووضع إجراءات شديدة إعدام أنغوس الذي اضطره هذا للفرار إلى إنكلترا.

## الحكم بشكل كامل
في أعوام 1529 – 30 قام الملك ببذل جهود كبيرة لكي يقمع الأتباع الذين يثيرون القلائل في الجنوب، وبعد عدة غارات وغارات مضادة على إنكلترا بدأت مفاوضات السلام وتم توقيع المعاهدة في مايو 1534، وفي ذلك الوقت كما في مناسبات سابقة كان هنري الثامن يتمنى أن يتزوج جيمس ابنته ماري، بينما اقترح شارل الخامس سيدات أخرى، ولكن الملك الإسكتلندي كان يفضل زوجة فرنسية، فزار فرنسا وفي يناير 1537 تزوج مادلين ابنة فرانسوا الأول، ولكنها ماتت بعد وصولها لإسكتلندا، وفي عام 1538 تزوج وكان زواجه أكثر أهمية من ماري (1515 – 1560) ابنة كلود دوق غيز وأرملة لويس دي أورليان دوق لونغيفيل، وكان هذا الارتباط هو ما أقنعه بهجر سياسته الخارجية المتذبذبة، وليضع نفسه بشكل تام كأحد أعداء إنكلترا.
في عام 1536 رفض مقابلة هنري الثامن في يورك وفي السنة التالية تلقى هدية عبارة عن قلنسوة وسيف من البابا بولس الثالث وبهذا تخلى عن صداقة خاله هنري الذي ترك الكنيسة الكاثوليكية، وتم اكتشاف مؤامرتين لقتله وأحبط جيمس خطط هنري الثامن لاختطافه، ورغم أنه في عام 1540 قام الملك الإنكليزي بمحاولة أخرى ليكسب دعم أو حتى حيادية جيمس تجاه سياسته الدينية أصبحت العلاقات بين البلدين متوترة للغاية، وفي عام 1542 أرسل هنري جيشا ليغزو إسكتلندا، ولم يكن جيمس بطيئا في الرد عليه ولكن نبلاءه كانوا إما غاضبين أو غير مبالين، وفي 25 نوفمبر 1542 كانت قواته قد تشتت بسهولة في وهزموا هزيمة منكرة في معركة سولواي موس، وأثرت هذه الأزمة على عقل الملك وفي 14 ديسمبر مات في فوكلاند وكان قد سمع بمولد ابنته، وكان أبناؤه الذكور قد ماتوا وهم رضع، وكانت هذه الطفلة هي خليفته الشرعية وهي ماري، وكان قد ترك العديد من الأبناء غير الشرعيين ومنهم جيمس ستيوارت إيرل موراي (الذي أصبح وصيا على ماري)، واللورد جون ستيوارت (1531 – 1563) رئيس دير كولدينغهام، واللورد روبرت ستيوارت إيرل أوركني (مات 1592).

## آثار جيمس الخامس
رغم أنه كان ملكاً ضعيفاً وقد أُضعف زيادة عن هذا بسبب أسلوب حياته غير السوي، فقد أظهر نشاطا واستقلالية كبيرين كحاكم بالبقاء في وجه مكائد خاله هنري الثامن، وبمعارضة تأثير النبلاء، أما الاضطهاد الذي مورس على المهرطقين خلال عهده فكان سببه بشكل رئيسي الثأثير المكثف للمسؤولين الدينيين وبالأخص دافيد بيتون رئيس أساقفة سانت أندروز، وكانت عادة الملك بالتجول بين الفلاحين قد أمنت له الكثير من الشعبية وعلى الأغلب قادت العديدين لينسبوا إليه أعمالا مثل قصائد تصف مشاهد من حياة الفلاحين ولكن لا يوجد أي دليل عن أنه كتب أيا منها، من الآراء المطروحة في قصائد السير دافيد ليندساي الذي كان على قدر من الود معه فيظهر انه كان يكتب القصائد من حين لآخر.

## روابط خارجية
- جيمس الخامس ملك اسكتلندا على موقع الموسوعة البريطانية (الإنجليزية)
- جيمس الخامس ملك اسكتلندا على موقع إن إن دي بي (الإنجليزية)